# Xanthorrhoea semiplana
Xanthorrhoea semiplana är en grästrädsväxtart som beskrevs av Ferdinand von Mueller. Xanthorrhoea semiplana ingår i släktet Xanthorrhoea och familjen grästrädsväxter.

## Underarter
Arten delas in i följande underarter:
- X. s. semiplana
- X. s. tateana

## Bildgalleri

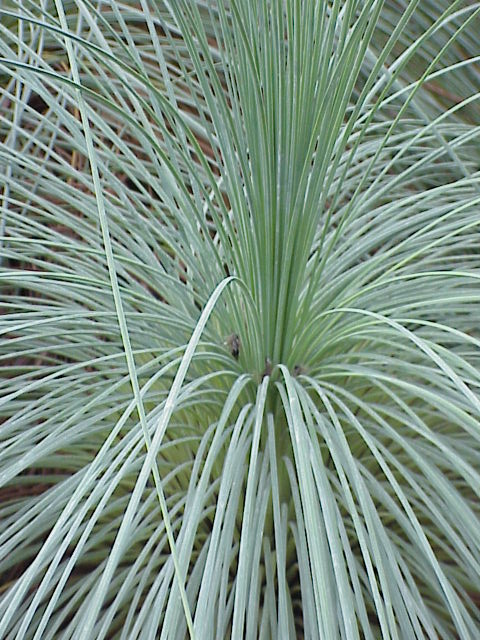
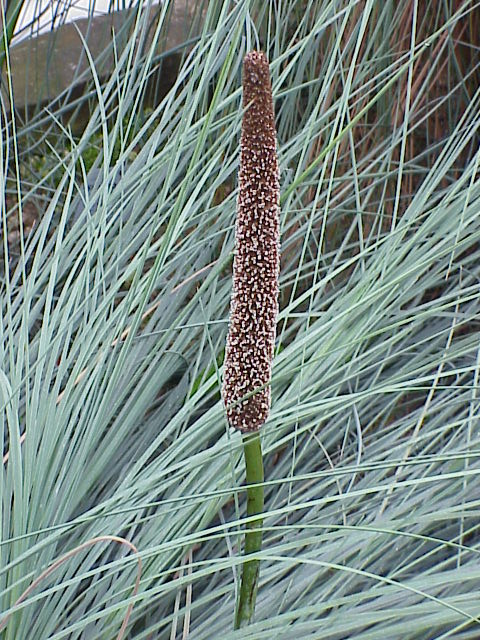
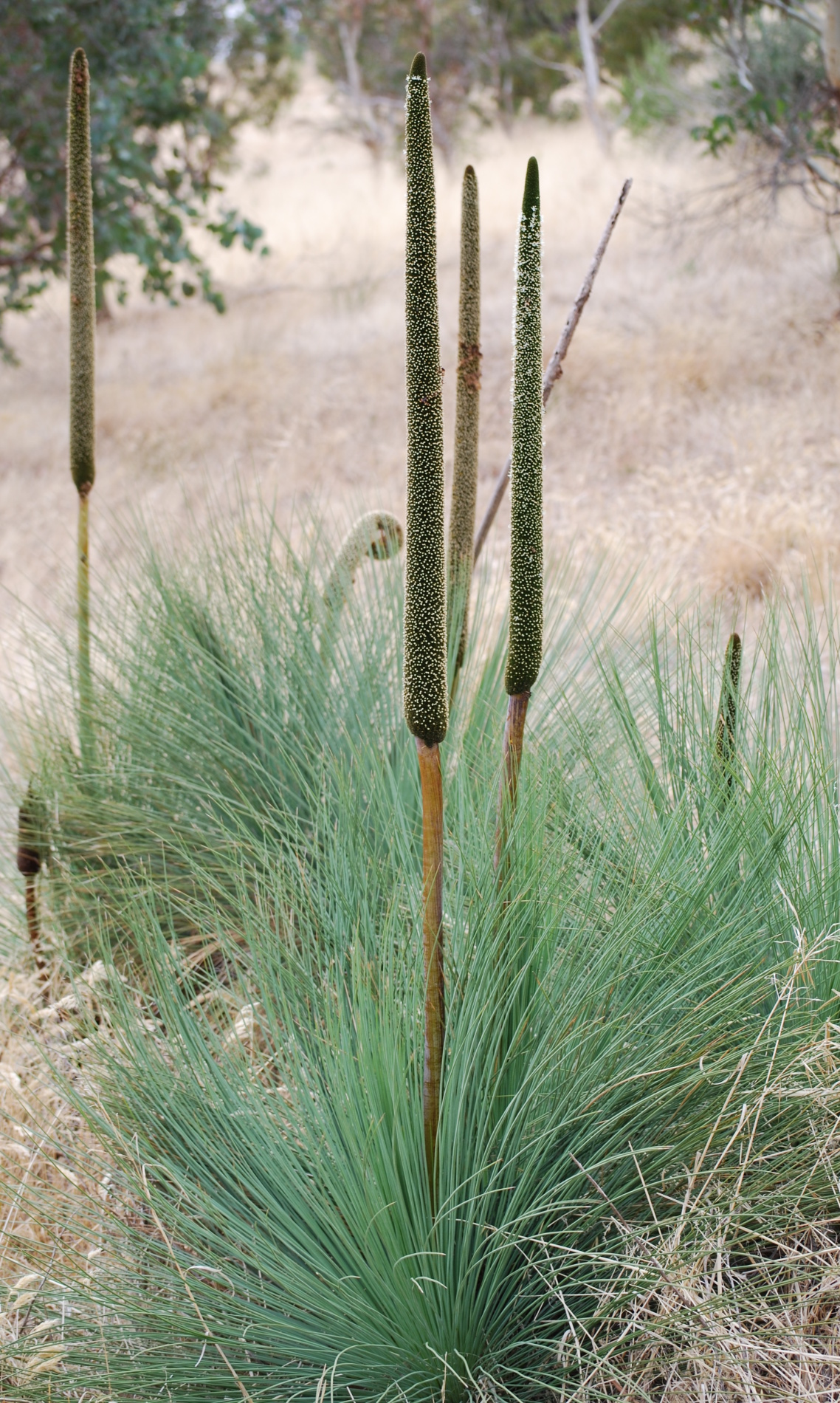
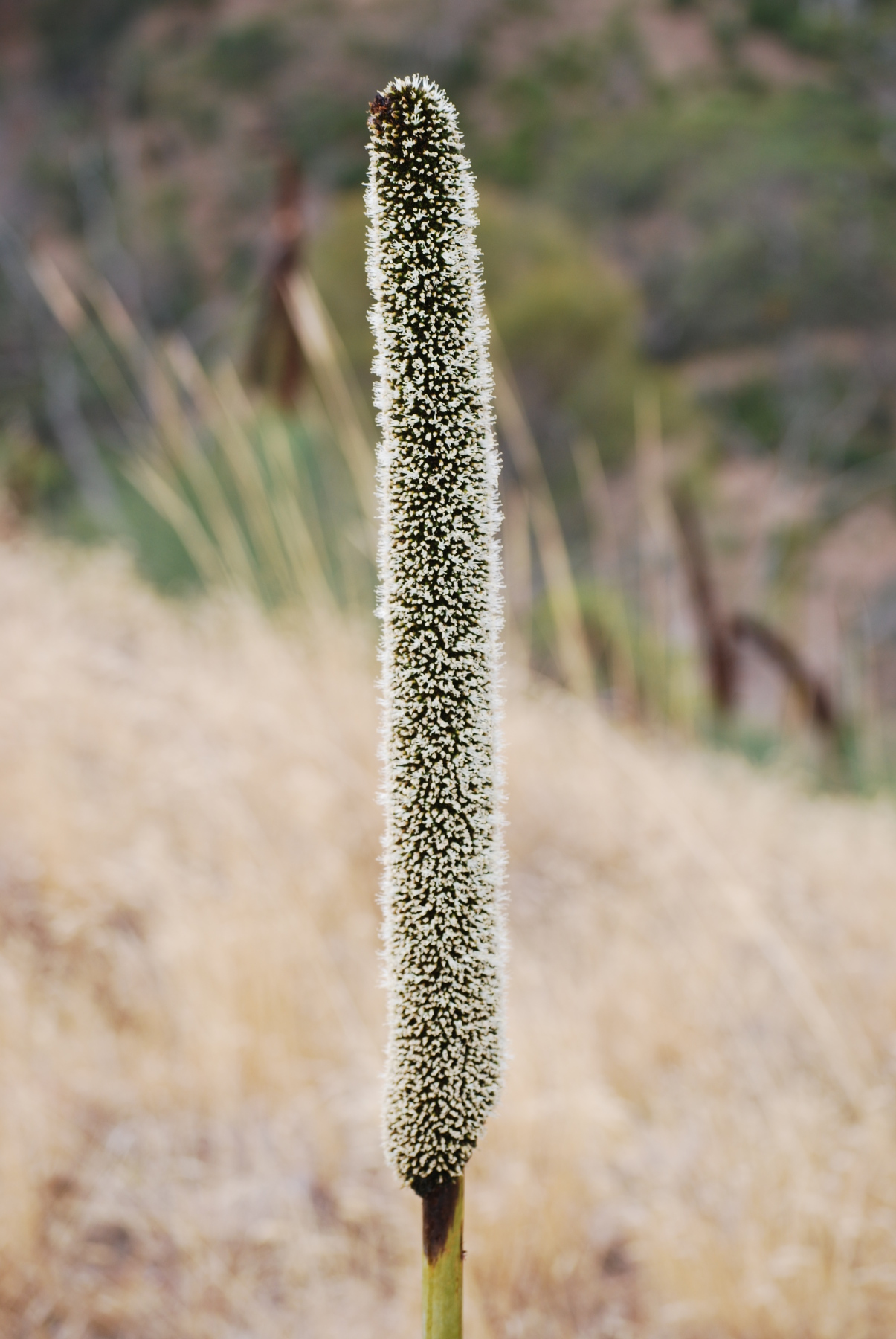